# レーゲンスブルクの旧市街とシュタットアムホーフ
レーゲンスブルクの旧市街とシュタットアムホーフ（レーゲンスブルクのきゅうしがいとシュタットアムホーフ）は、2006年の第30回世界遺産委員会で登録されたドイツの世界遺産。古代ローマ時代にカストラ・レギーナ（Castra Regina,レーゲン川沿いの要塞）として成立したレーゲンスブルクは、ドナウ川とレーゲン川の合流点に位置する交通の要衝として、特に中世には一大交易地として栄えた。世界遺産では、当時の姿を伝えるドナウ南岸の旧市街と、対岸のシュタットアムホーフにある旧聖カタリナ慈善病院が登録された。

## 歴史
世界遺産登録にかかわる中世・近世の歴史を概観する。通史についてはレーゲンスブルクの歴史を参照のこと。
1245年にレーゲンスブルクは帝国自由都市となり、中世後期に交易路が変わるまで交易の中心地だった。1486年には、レーゲンスブルクがバイエルン公国に組み込まれたが、1496年には神聖ローマ帝国によってその独立性が回復された。
1542年にはレーゲンスブルクは宗教改革を受け入れたので、1803年にカール・フォン・ダールベルクのもとでレーゲンスブルク公国（Principality of Regensburg）に組み込まれるまで、市議会はルター派だった。市民の少数派はローマ・カトリックにとどまったが、市民権（Bürgerrecht）は剥奪されていた。とはいえ、レーゲンスブルク市とレーゲンスブルク司教職は混同してはならない。市は宗教改革を受け入れてはいたが、ローマ教会の司教座でありつづけ、修道院も複数存在していた。聖エメラム修道院、ニーダーミュンスター修道院、オーバーミュンスター修道院は、神聖ローマ帝国内で地位を認められていたので、帝国議会に議席と投票権を持っていた。この結果、レーゲンスブルクの町には、プロテスタントの町そのもの、ローマ教会の司教座、上記3修道院という5つの独立した"states"が並存するという独特の状況になった。
1663年から1806年には、都市は神聖ローマ帝国議会が常設された。かくしてレーゲンスブルクは帝国の中心的都市のひとつとなり、多くの訪問者でにぎわった。

## 主な建造物群

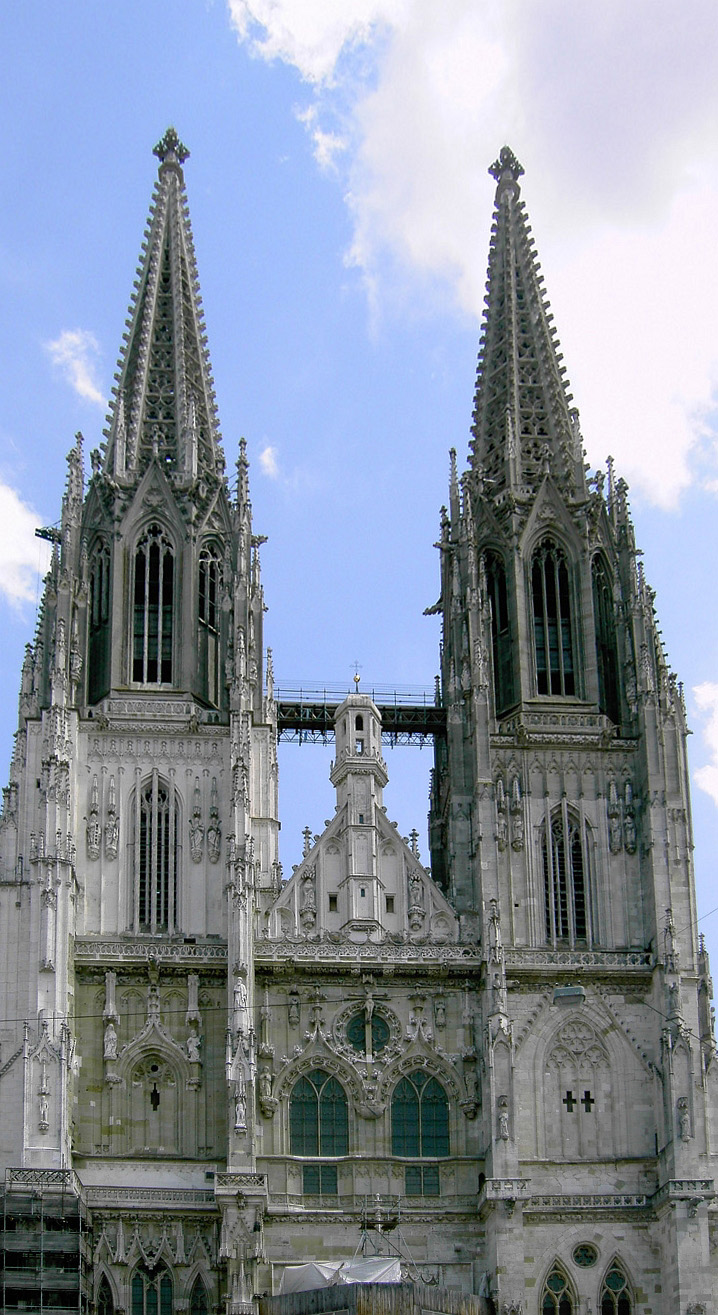
レーゲンスブルク大聖堂

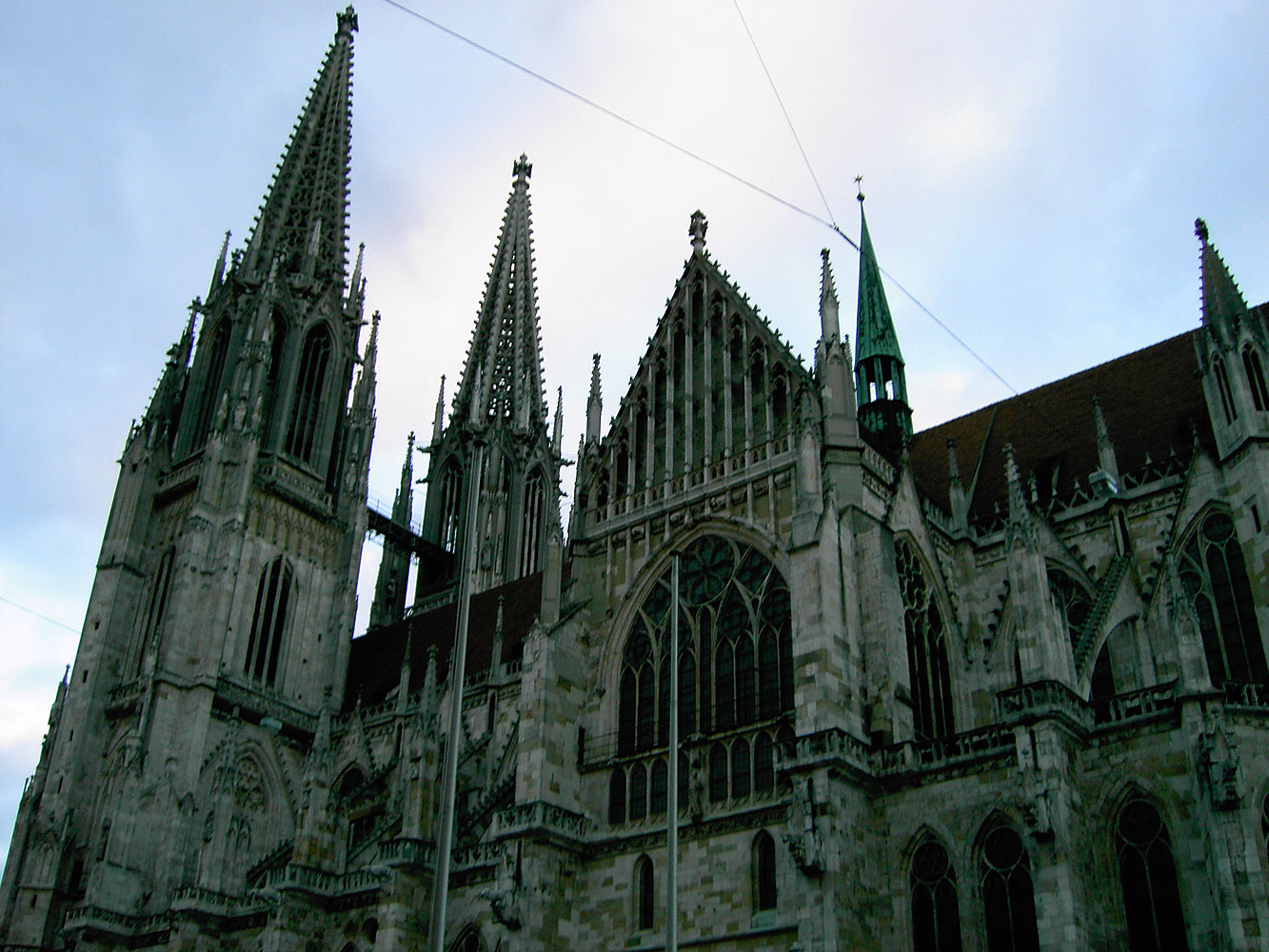
レーゲンスブルク大聖堂側面

### 旧市街
- レーゲンスブルク大聖堂（Dom）は、純粋なドイツゴシック建築のすぐれた例証であり、バイエルン州の代表的なゴシック建築とも言える。着工は1275年のことだったが、尖塔以外が完成したのは1634年のことで、尖塔の完成は実に1869年のことだった。内装には多くの趣深い品々が残り、中にはペーター・フィッシャー（Peter Vischer）の傑作も含まれる。回廊に隣接する形で2つの礼拝堂が現存するが、それらは大聖堂本体よりも古く、旧大聖堂として知られる一方はおそらく8世紀にまで遡ると考えられている。レーゲンスブルク大聖堂（聖ペテロ大聖堂）の公式な聖歌隊席が有名なRegensburger Domspatzenである。

- シュタイネルネ・ブリュッケは、1135年から1146年に架けられた橋で、中世橋梁建築の中でも白眉といえるもののひとつである。第二次十字軍と第三次十字軍の騎士たちは、聖地エルサレムに向けた行軍の際に、ドナウ川に架かるこの橋を渡った。

- 聖ウルリヒ教区教会は、13世紀の過渡期的な建築様式の優れた例証で、貴重な骨董品のコレクションを含んでいる。現在は、宗教芸術などを扱った聖ウルリヒ司教区博物館が入っている。

- 市庁舎は14世紀にまで遡る部分が現存する。かつて1663年から1806年までは帝国議会が置かれていた。

- 黄金十字の宿屋（Gasthof zum Goldenen Kreuz）は、神聖ローマ皇帝カール5世がドン・フアン・デ・アウストリアの母にあたるバルバラ・ブロムベルクと知り合った場所である。また、1630年には、ヨハネス・ケプラーがこの地で臨終を迎えた。

### シュタットアムホーフ
- 旧聖カタリナ慈善病院

## 登録基準
この世界遺産は世界遺産登録基準のうち、以下の条件を満たし、登録された（以下の基準は世界遺産センター公表の登録基準からの翻訳、引用である）。
- (2) ある期間を通じてまたはある文化圏において、建築、技術、記念碑的芸術、都市計画、景観デザインの発展に関し、人類の価値の重要な交流を示すもの。
- (3) 現存するまたは消滅した文化的伝統または文明の、唯一のまたは少なくとも稀な証拠。
- (4) 人類の歴史上重要な時代を例証する建築様式、建築物群、技術の集積または景観の優れた例。